# St. Mauritius (Mutzig)

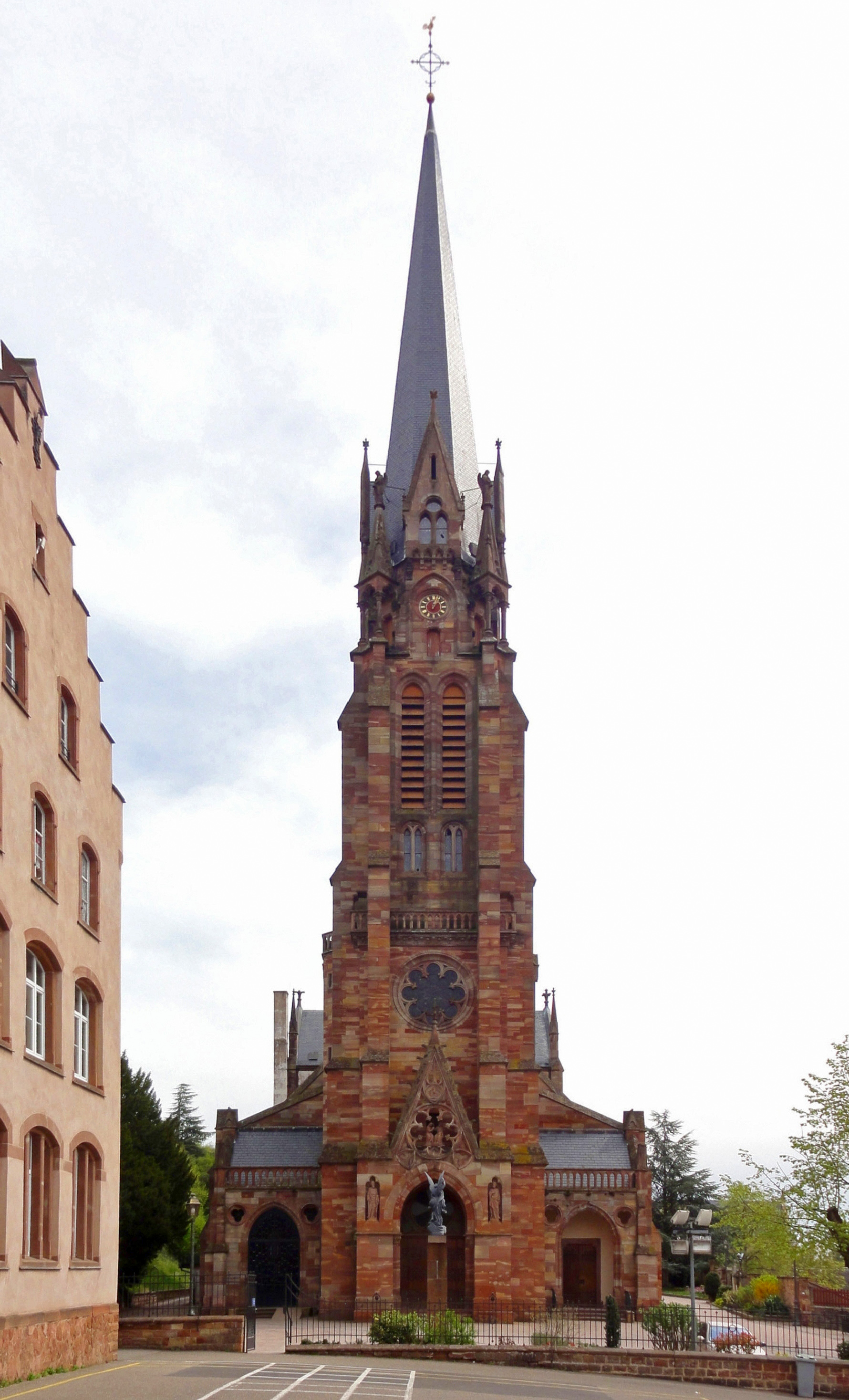
St. Mauritius Mutzig

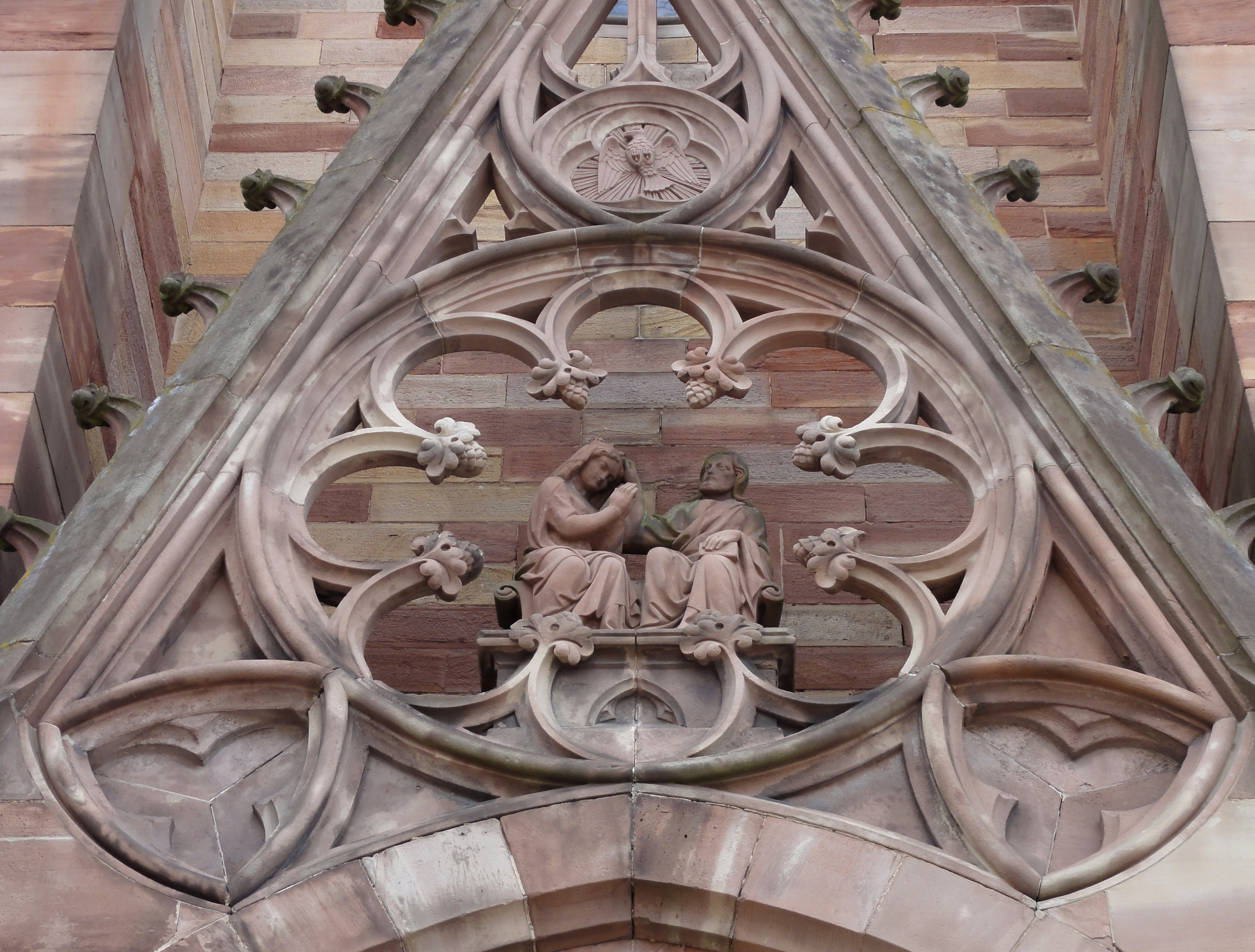
Turmportal

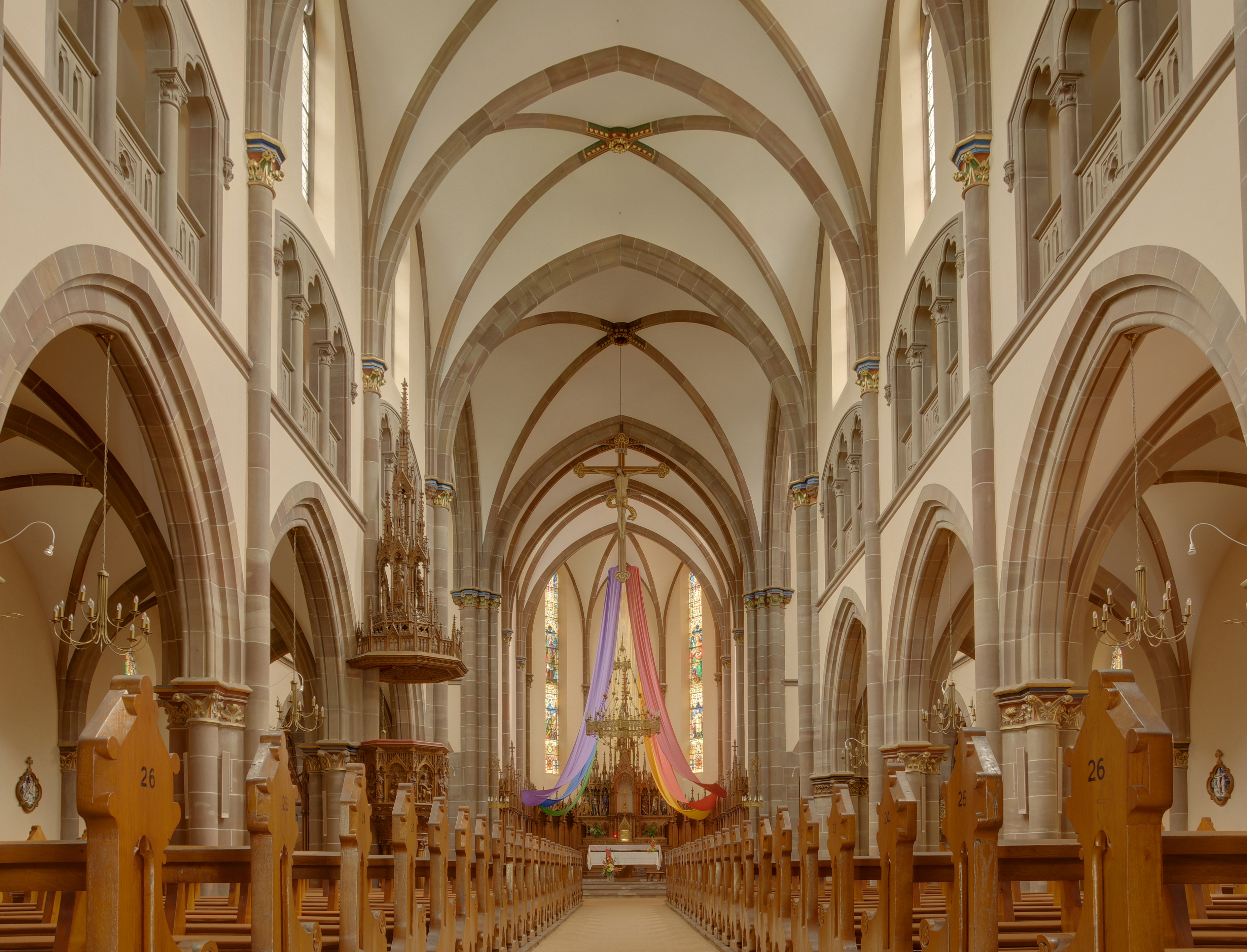
Innenraum

St. Mauritius (französisch: Église Saint-Maurice) ist die römisch-katholische Pfarrkirche von Mutzig im Département Bas-Rhin im Elsass.

## Geschichte
In Mutzig bestand ein erstmals 1118 erwähnter, dem Hl. Mauritius gewidmeter romanischer Kirchenbau. Nach der Stadtgründung durch König Rudolf von Habsburg entstand ab 1270 ein gotischer Kirchenbau, der im 19. Jahrhundert als unzureichend angesehen wurde. Schon 1856 kam es daher zur Gründung eines Kirchenbauvereins, aber erst 1879 konnte durch das Engagement des Pfarrers Hasselmann nach Plänen des Architekten Charles Winkler, Landbaumeister für Unterelsass in Straßburg, ein Kirchenneubau errichtet werden, der im darauffolgenden Jahr geweiht wurde.

## Architektur
St. Mauritius ist eine in neugotischen Bauformen errichtete Querhausbasilika mit Westturm und polygonal geschlossenem Chor, ausgestattet mit offenem Strebewerk. Der vollständig in Werkstein ausgeführte, von offenen Portalvorhallen begleitete Kirchturm schließt sich stilistisch eng an die erste Bauphase des Freiburger Münsterturms an, indem er als geschlossener Baukörper gestaltet ist. Über einer Fensterrose folgt eine offene, durch die Strebepfeiler geführte Galerie, das nachfolgende Glockengeschoss ist in paarweise angeordneten hohen Schallarkaden geöffnet. Wie in Freiburg enthält der Wimperg des Turmportals die Darstellung der Marienkrönung. Eine Besonderheit stellen die den Turmstrebepfeilern am Helmansatz aufgesetzten übereckgestellten Fialenbaldachine dar, die ihr Vorbild in der Kathedrale von Laon besitzen.
Das kreuzrippengewölbte Innere wird von kantonierten Pfeilern mit Kelchknospenkapitellen und einem hohen dreiteiligen Triforium mit Kleeblattbögen bestimmt.

## Ausstattung
Die in den Jahren 1884 bis 1897 in der Werkstatt von Théophile Klem in Colmar hergestellte qualitätvolle liturgische Ausstattung aus fünf Altären, drei Beichtstühlen, Kanzel, Chorbänken und Wandverkleidung steht seit 1982 unter Denkmalschutz.

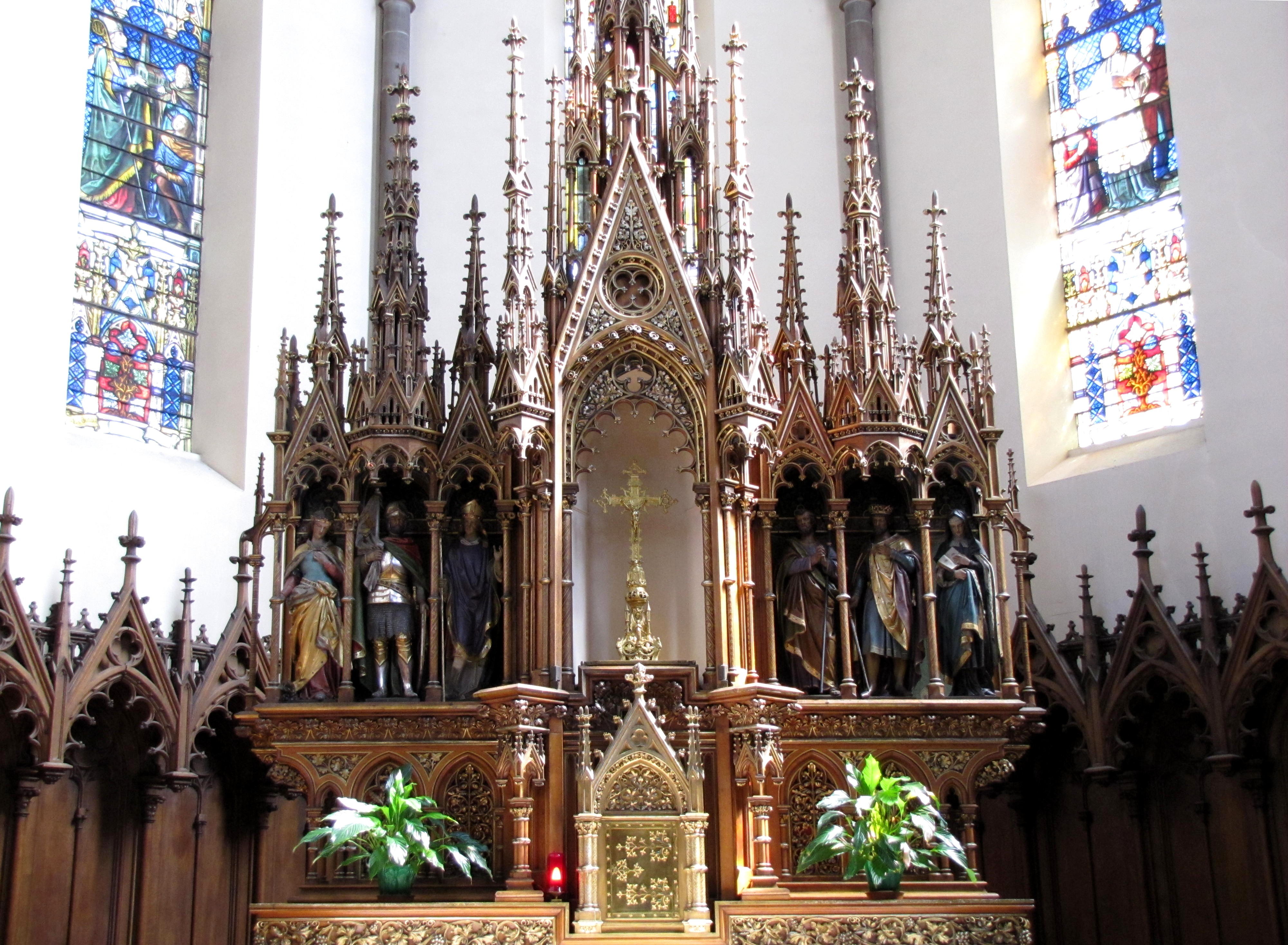
Choraltar
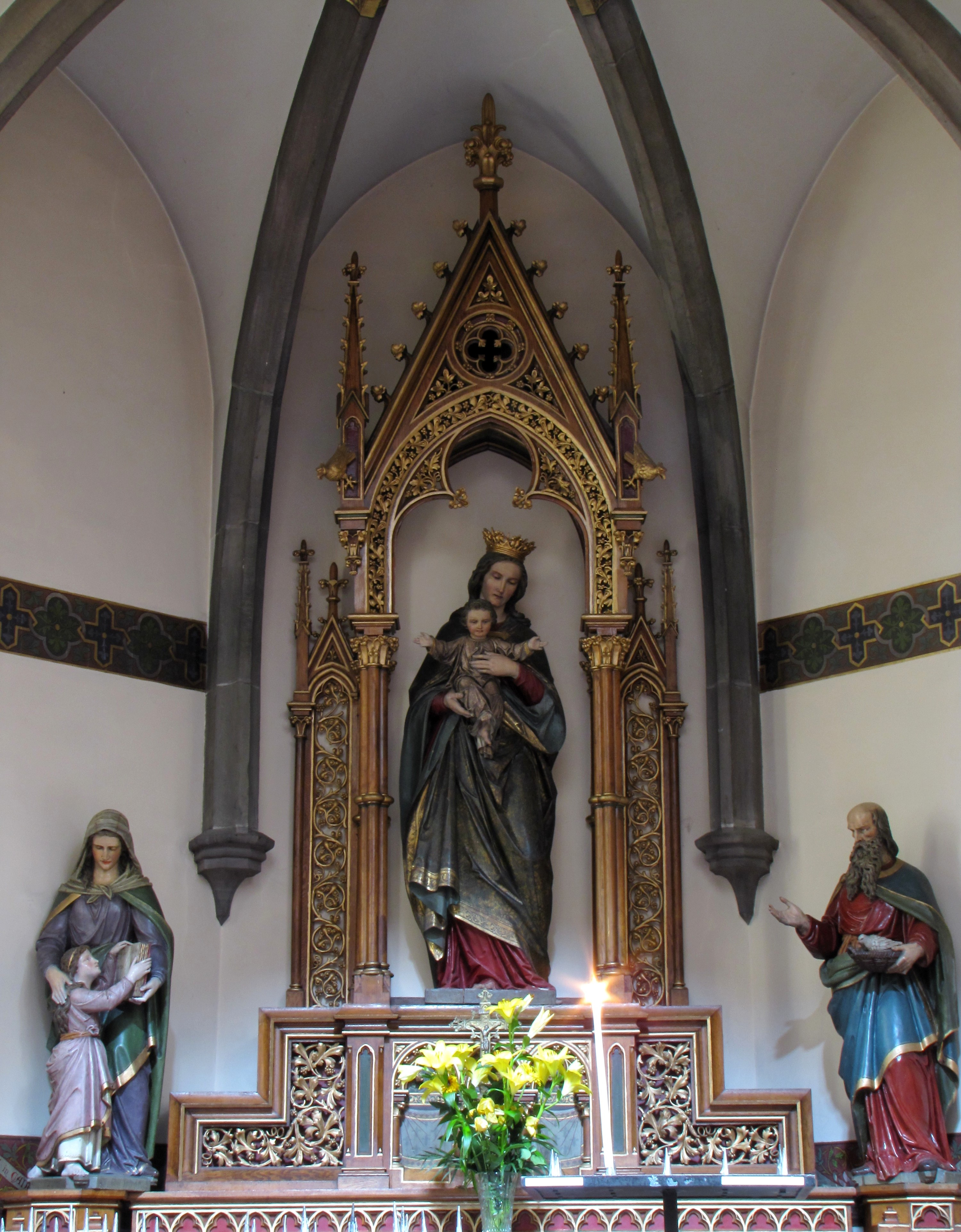
Marienaltar
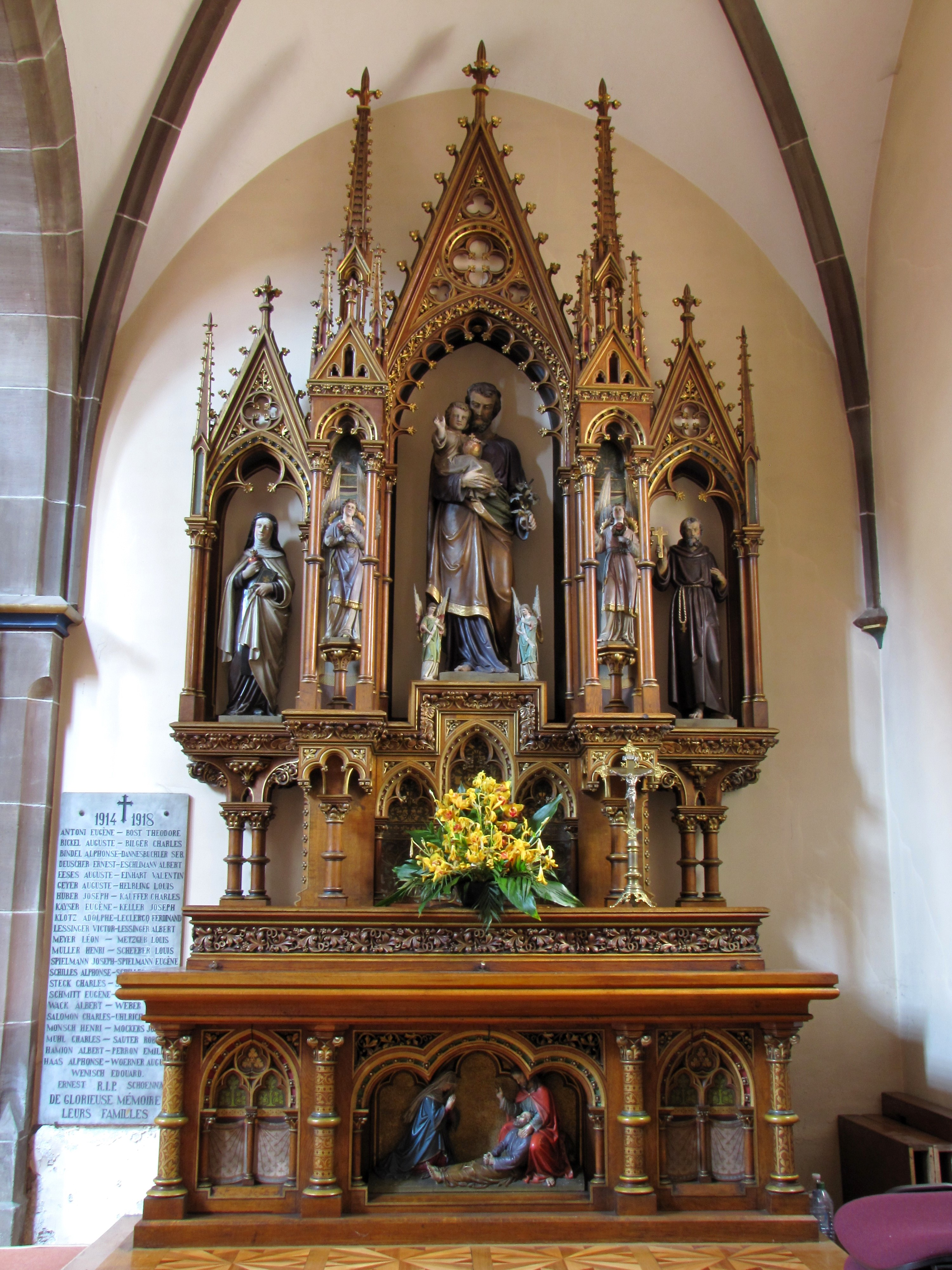
Josephsaltar
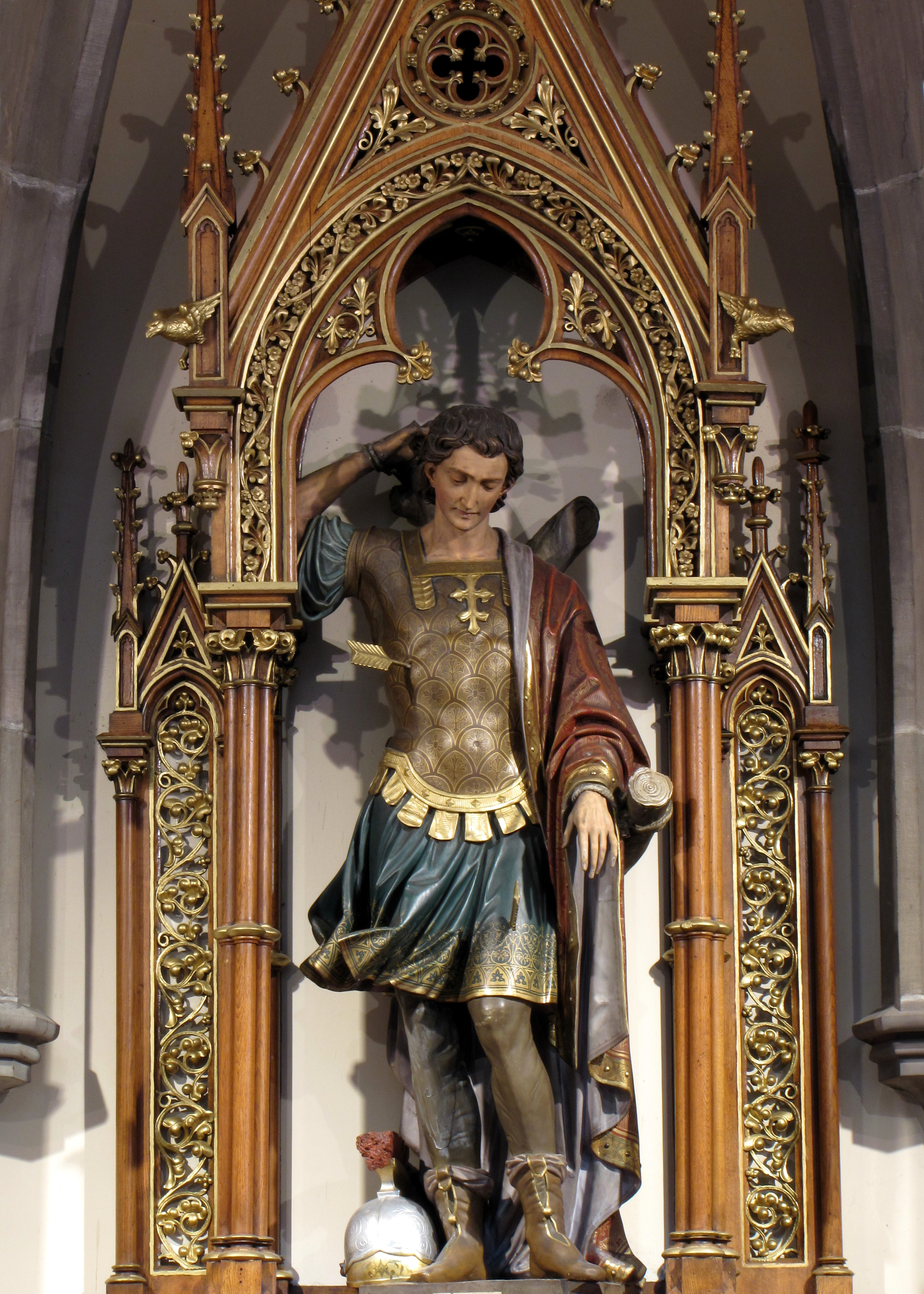
Sebastiansaltar
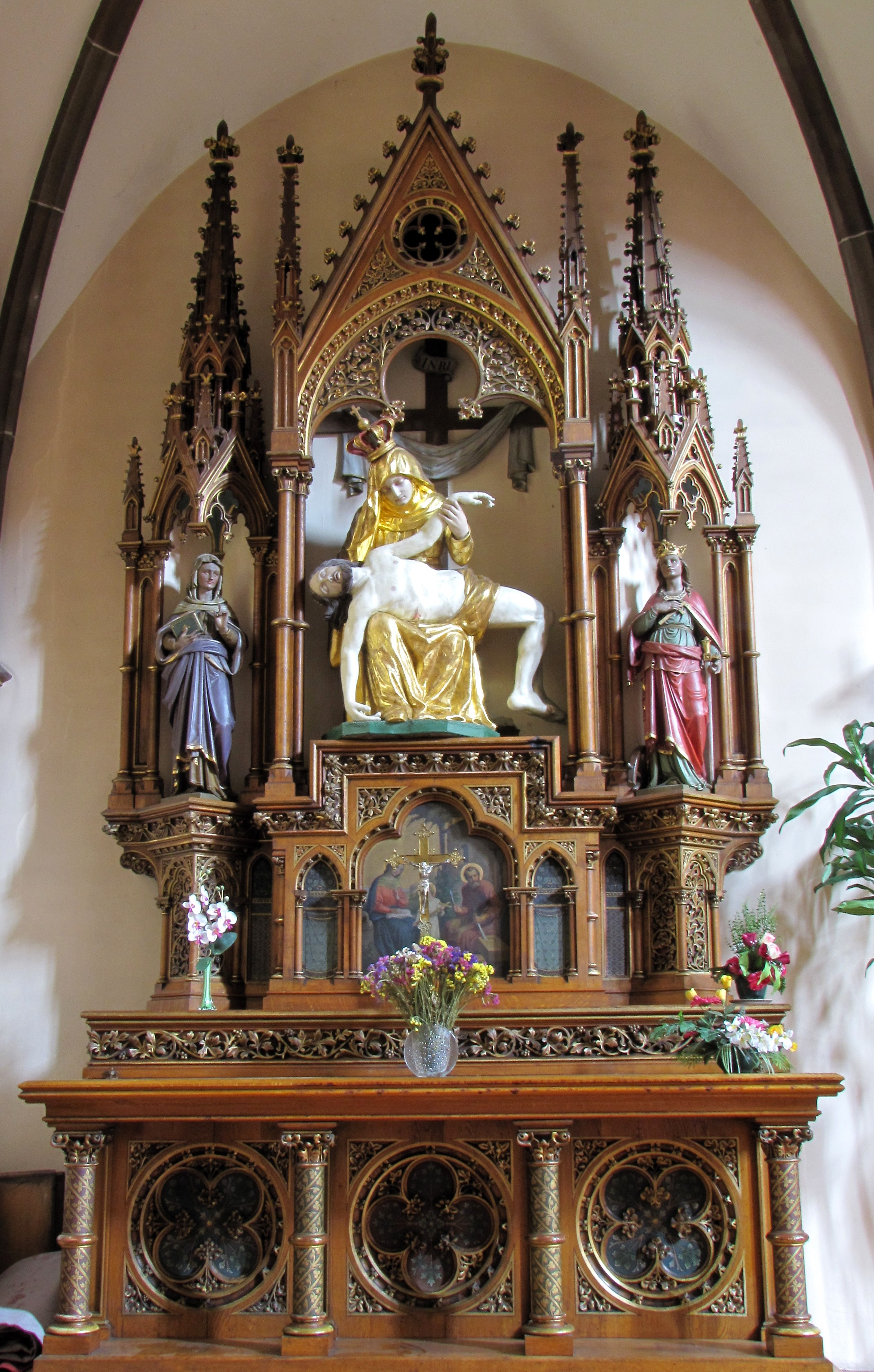
Pietà
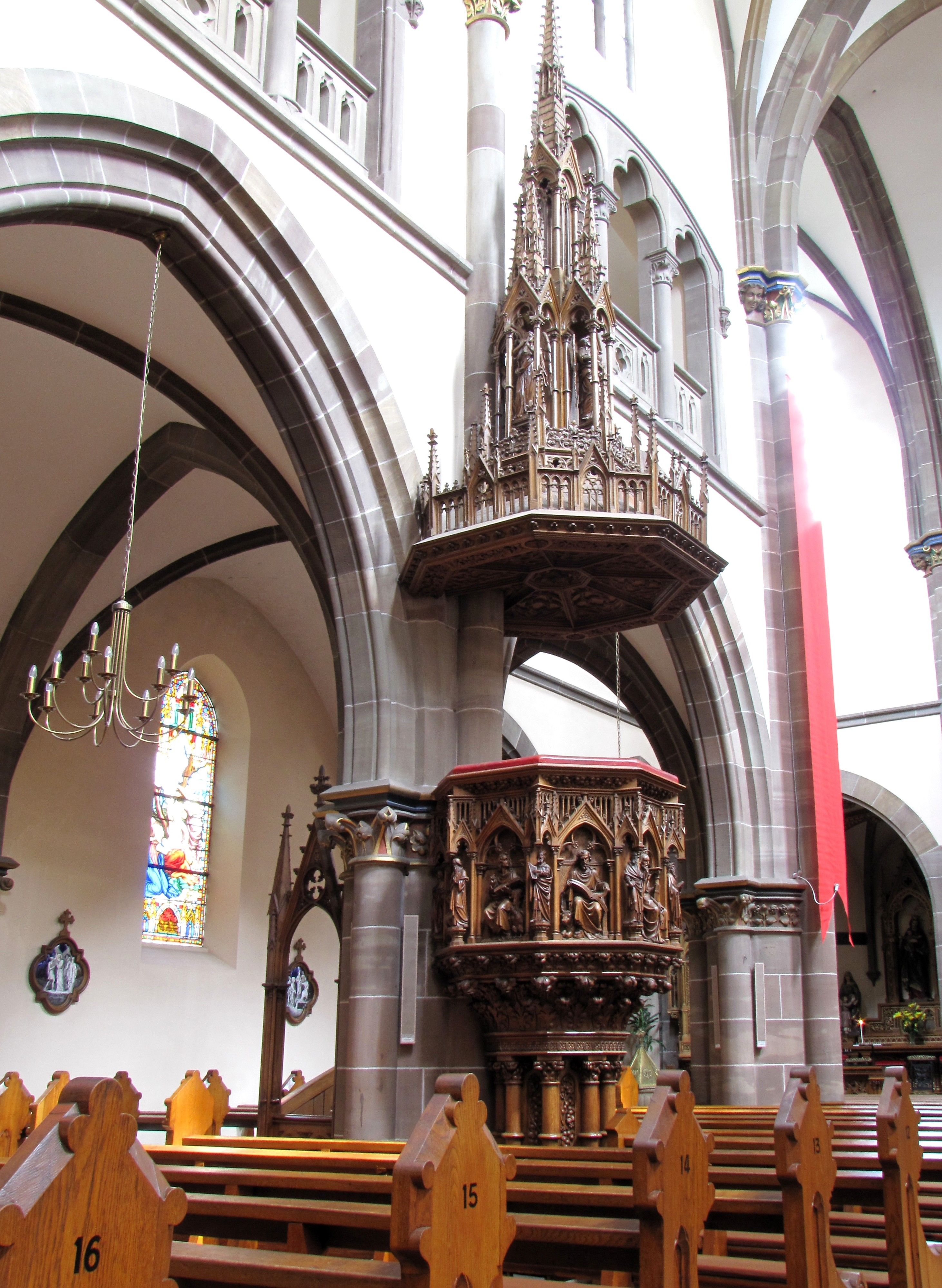
Kanzel
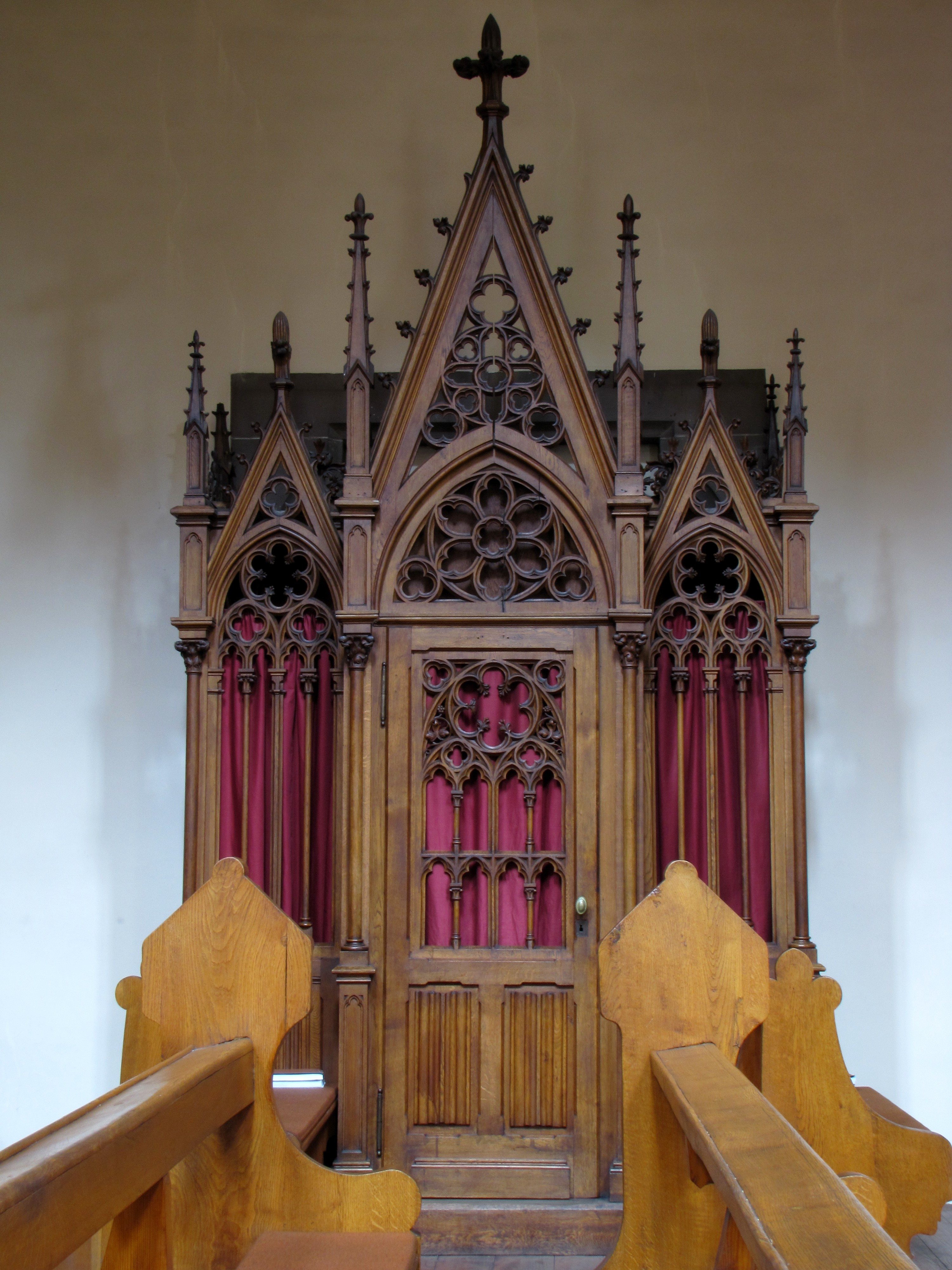
Beichtstuhl

Anstelle der in das Frauenhausmuseum Straßburg übertragenen gotischen Glasmalereien des 14. Jahrhunderts schuf die Firma  Gebrüder Ott in Straßburg einen neuen Glasfensterzyklus mit Heiligendarstellungen im Chor. Dargestellt sind im Einzelnen: Ludwig der Heilige mit seiner Mutter Blanka von Kastilien, Augustinus von Hippo mit Monica, die Erzengel Michael und Raphael, Helena, Karl Borromäus, der kurz zuvor, 1887, heiliggesprochene Alphons und Dominikus

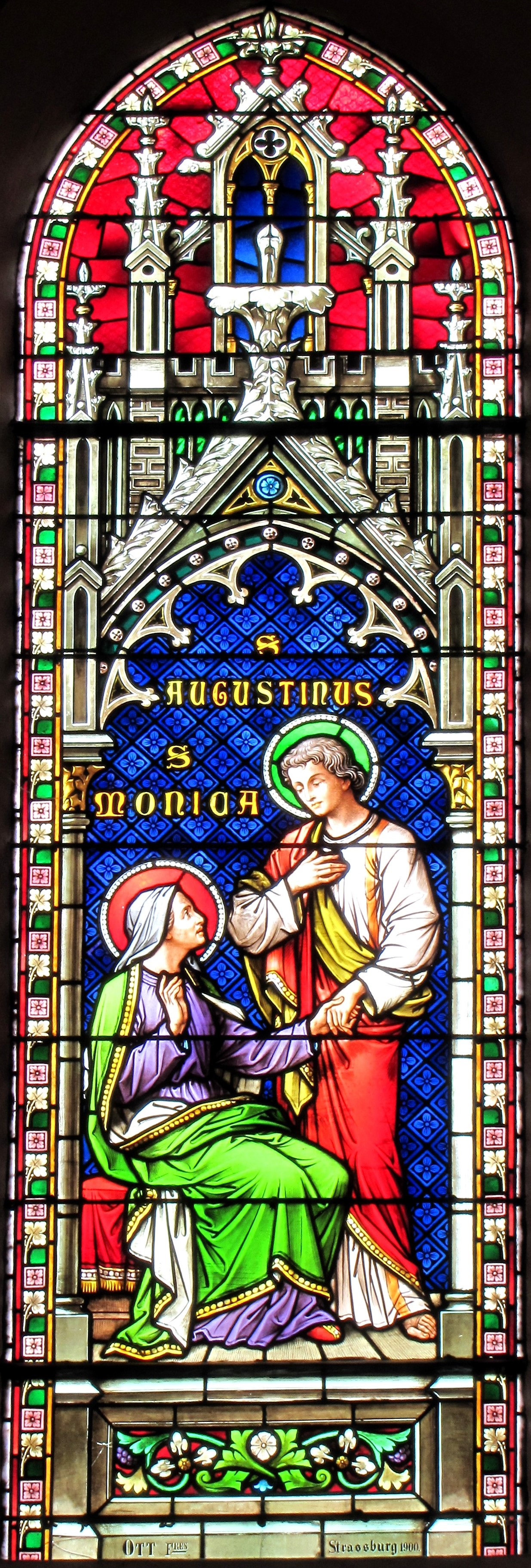
Ludwig und Blanka
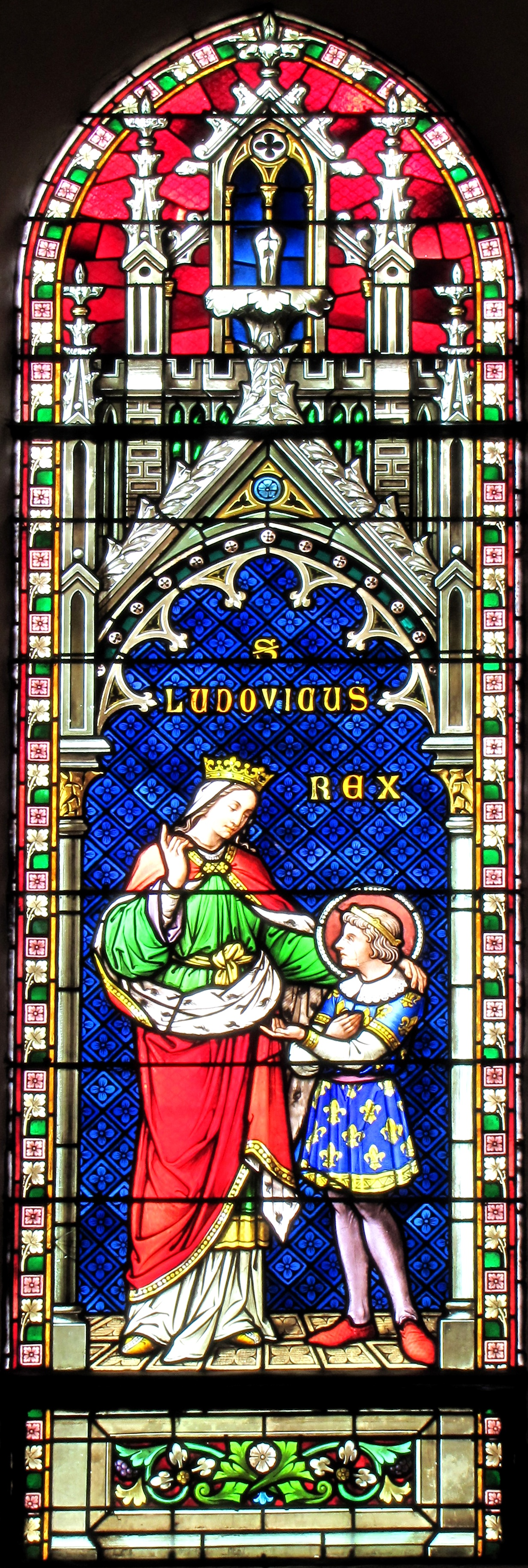
Augustinus und Monika
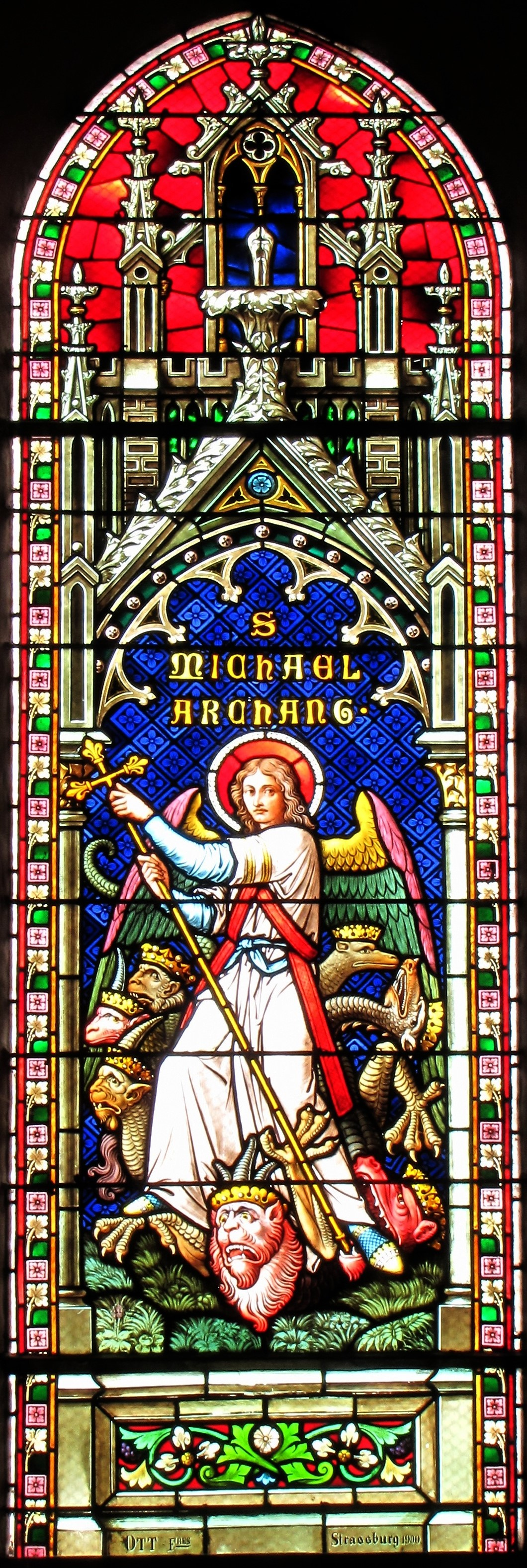
Erzengel Michael
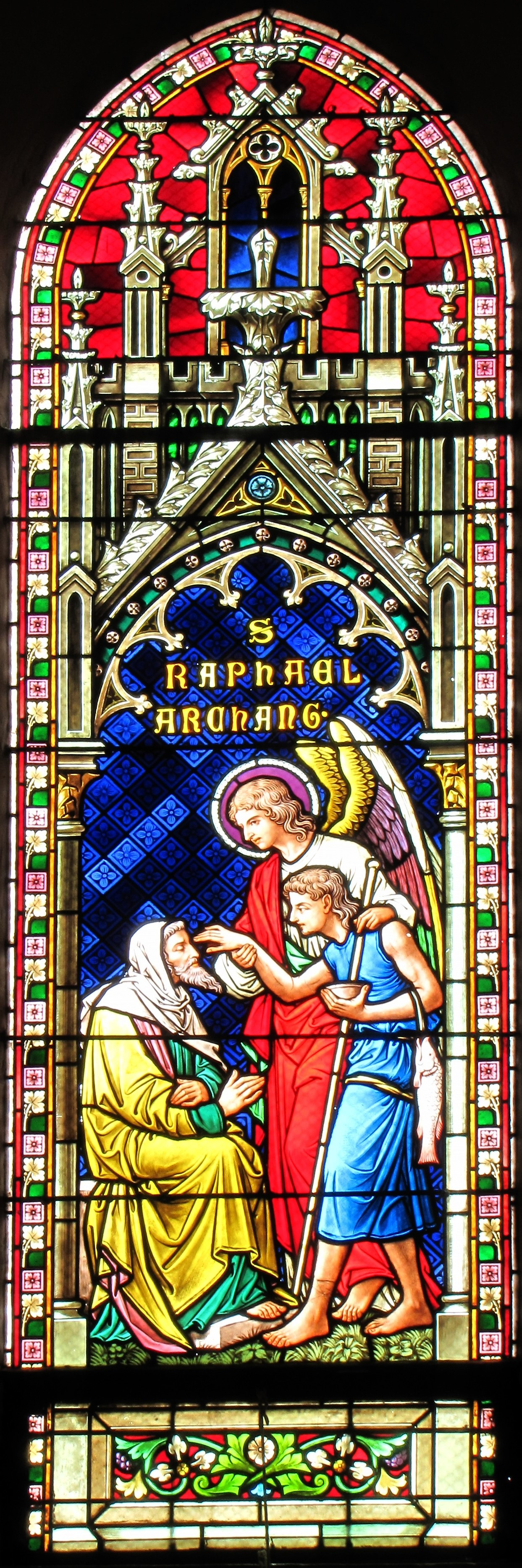
Erzengel Raphael
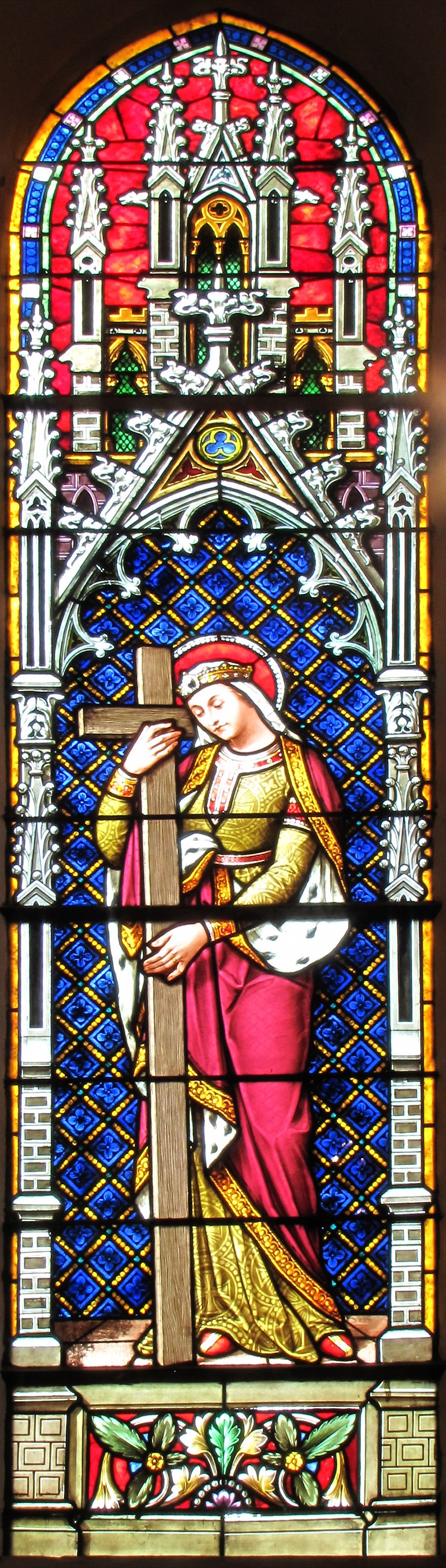
Helena
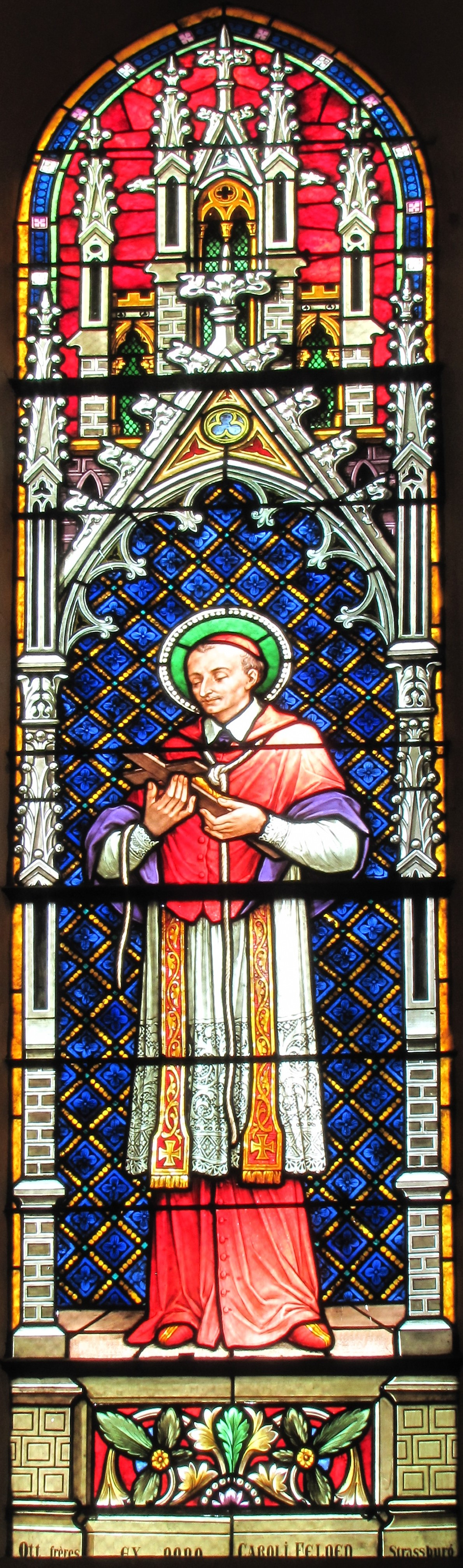
Karl Borromäus
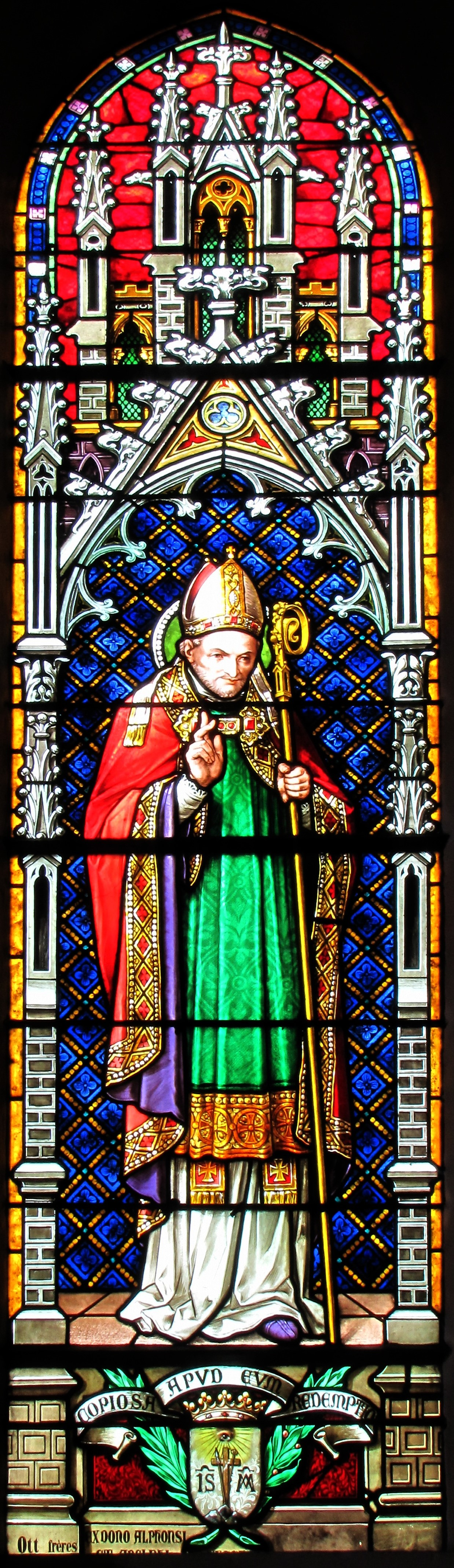
Alphons Rodríguez
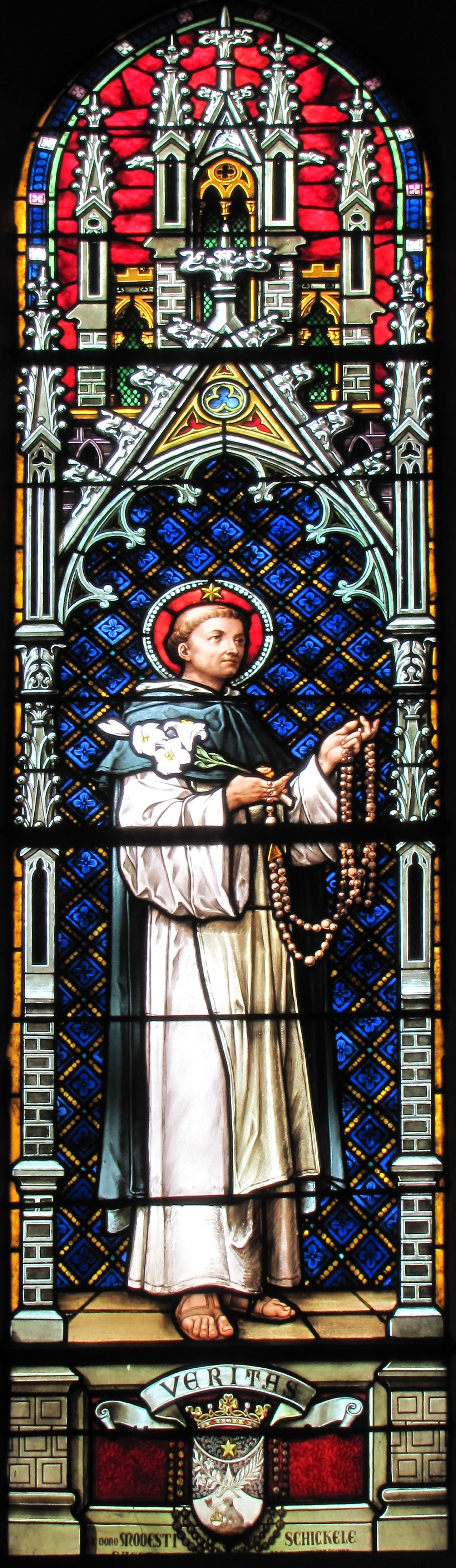
Dominikus
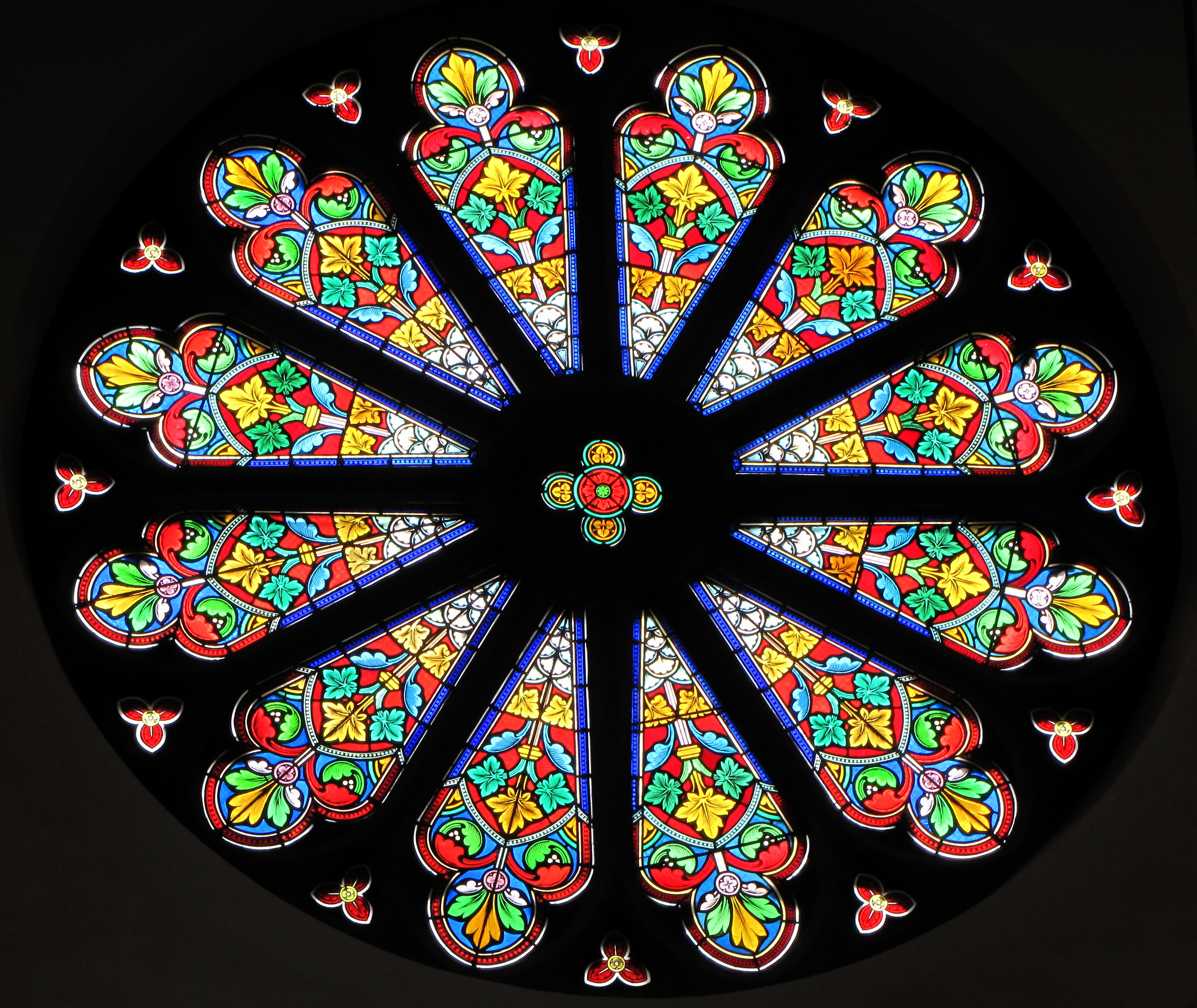
Fensterrose

### Orgel

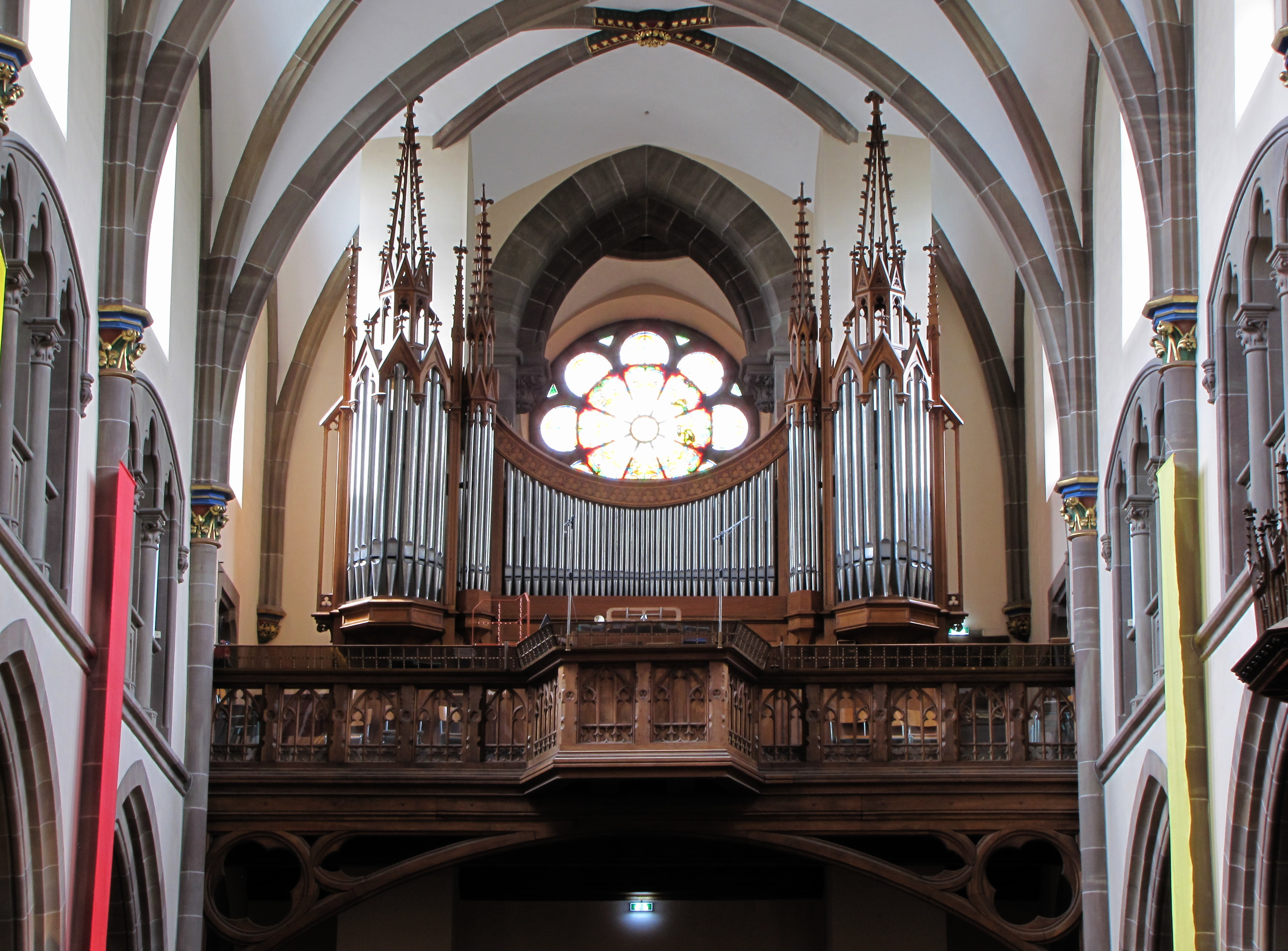
Orgel

Der Vorgängerbau hatte 1815 eine Orgel des Orgelbauers Michael Stiehr aus Seltz erhalten, die 1882 durch Théodore Stiehr in den Kirchenneubau übertragen wurde und 1931 an die Kirche St. Cyprian in Eckbolsheim abgegeben wurde, wo sie verändert erhalten ist. Das von Georges Schwenkedel in Straßburg erbaute Instrument, dessen neugotischer, von zwei Pedaltürmen eingefasster Prospekt den Blick auf die Fensterrose im Turm freilässt, besitzt die folgende Disposition:
| Grande-Orgue C–g3 |                     |        |
| 1.                | Bourdon             | 16′    |
| 2.                | Montre              | 08′    |
| 3.                | Bourdon             | 08′    |
| 4.                | Salicional          | 08′    |
| 5.                | Prestant            | 04′    |
| 6.                | Flûte conique       | 04′    |
|                   | Quinte (aus Nr. 7)0 | 02 ⁄3′ |
|                   | Octav (aus Nr. 7)0  | 02′    |
| 7.                | Cornet III–V        |        |
| 8.                | Cymbale-tierce III  |        |
| 9.                | Trompette           | 08′    |

| Positif C–g3 |                 |    |
| 10.          | Cor de nuit     | 8′ |
| 11.          | Gambe conique   | 8′ |
| 12.          | Flûte douce     | 4′ |
| 13.          | Flageolet       | 2′ |
| 14.          | Sesquialtera II |    |
| 15.          | Cromorne        | 8′ |
|              | Tremolo         |    |

| Récit expressif C–g3 |                      |         |
| 16.                  | Quintaton            | 16′     |
| 17.                  | Diapason             | 08′     |
| 18.                  | Flûte harmonique     | 08′     |
| 19.                  | Violine              | 08′     |
| 20.                  | Voix céleste         | 08′     |
| 21.                  | Musikgedackt         | 04′     |
| 22.                  | Fugura               | 04′     |
| 23.                  | Nasard               | 02 ⁄3′  |
| 24.                  | Cor de nuit          | 02′     |
| 25.                  | Tierce               | 01 3⁄5′ |
| 26.                  | Plein jeu V          |         |
| 27.                  | Trompette harmonique | 08′     |
| 28.                  | Basson/Hautbois      | }       |
| 29.                  | Clairon              | 04′     |
|                      | Tremolo              |         |

| Pedale C–f1 |           |     |
| 30.         | Flûte     | 16′ |
| 31.         | Soubasse  | 16′ |
| 32.         | Bourdon   | 16′ |
| 33.         | Basse     | 08′ |
| 34.         | Prestant  | 04′ |
| 35.         | Posaune   | 16′ |
| 36.         | Trompette | 08′ |

- Koppeln: I/I 16′, II/I, III/I 16′, III/I, III/I 4′, III/P, II/P, III/P